# Mongólia nos Jogos Olímpicos de Inverno de 1988
A Mongólia competiu nos Jogos Olímpicos de Inverno de 1988, realizados em Calgary, Canadá.